# William Duckett (homme politique)
Pour l’article homonyme, voir William Duckett.
 (janvier 2014).
Si vous disposez d'ouvrages ou d'articles de référence ou si vous connaissez des sites web de qualité traitant du thème abordé ici, merci de compléter l'article en donnant les références utiles à sa vérifiabilité et en les liant à la section « Notes et références ».
William Duckett, né à Montréal le 12 février 1825 et mort à Coteau-Landing le 19 septembre 1887, était un homme politique québécois.
Il est député du Canada-Uni dans Soulanges.
Il était le député conservateur de la circonscription de Soulanges à l'Assemblée législative du Québec de 1878 à 1886.